# 团结沙巴人民党
团结沙巴人民党（馬來語：、缩写）又译作沙巴人团结党，是马来西亚一个以沙巴州为根据地的政党，由阿尔沙阿都慕腊于2013年所创立。该党曾是沙巴联合阵线（沙联阵）的成员党之一。

## 争议
2022年6月22日，党主席阿尔沙阿都慕腊因涉嫌出售假身份证而被逮捕。

## 现状
该党虽单参与2018年以来的大小选举，但目前还未有当选的议席。